# Nguyễn Giản Thanh
Nguyễn Giản Thanh (chữ Hán: 阮簡清; 1482–1552) là một trạng nguyên và chính trị gia người Việt Nam, thời Lê - Mạc. Ông đỗ trạng nguyên đời vua Lê Uy Mục và sau đó làm quan cho nhà Lê rồi đến nhà Mạc sau này. Ông được dân gian gọi là Trạng Me vì xuất thân từ làng Ông Mặc, tục gọi là làng Me, tỉnh Bắc Ninh.

## Tiểu sử
Nguyễn Giản Thanh sinh tại làng Ông Mặc, tục gọi là làng Me, huyện Đông Ngàn (nay là phường Hương Mạc, thành phố Từ Sơn), tỉnh Bắc Ninh. Ông là con của Nguyễn Giản Liêm (1453-?), người đỗ tiến sĩ khoa Mậu Tuất, năm Hồng Đức thứ 9 (1478) và làm quan Đô Cấp sự trung. Lúc còn đi học, Nguyễn Giản Thanh học thầy Đàm Thận Huy, người cùng làng và là một vị quan dưới triều Lê Thánh Tông và Lê Hiến Tông, từng đỗ Đệ tam giáp Đồng tiến sĩ suất thân. Về phần Đàm Thận Huy, ông làm quan cả thảy 6 triều vua là Thánh Tông, Hiến Tông, Túc Tông, Uy Mục, Tương Dực và Chiêu Tông nhưng sử không chép chính xác về thời điểm ông từ quan đời vua Uy Mục để về mở trường dạy học, mà sử chỉ chép về việc ông được thăng chức quan sau này nhờ công ứng nghĩa trong cuộc lật đổ, phế vua Lê Uy Mục của Lê Tương Dực.
Về tài đối đáp của Giản Thanh thì theo sách Kiến văn tiểu lục của Lê Quý Đôn, thiên Tùng đàm có kể lại câu chuyện rằng: Một hôm, khi thấy học trò sắp ra về thì trời đổ mưa to nên học trò không về được, thầy bèn ra vế đối để thử tài học trò:
Vũ vô kiềm tỏa năng lưu khách (雨無鈐鎖能留客 - Mưa không có then khóa mà có thể giữ được khách).
Nguyễn Giản Thanh liền đối lại là: 
Sắc bất ba đào dị nịch nhân (色不波濤易溺人 - Cái sắc đẹp của phụ nữ, không phải là làn sóng nổi, nhưng dễ nhận chìm người).
Thầy Đàm Thận Huy nói: 
Câu đối này thật hay và thật chỉnh, văn khí này có thể đậu Trạng nguyên, nhưng về sau coi chừng việc sắc dục làm hại sự nghiệp.
Nguyễn Giản Thanh đỗ trạng nguyên khoa thi Đoan Khánh năm thứ tư (1508), đời vua Lê Uy Mục. Tương truyền, Nguyễn Giản Thanh chỉ đậu bảng nhãn còn Hứa Tam Tỉnh (làng Ngọt) đậu trạng nguyên. Hoàng thái hậu thấy Hứa Tam Tỉnh dung mạo xấu xí thì không ưng lắm, trong khi đó Nguyễn Giản Thanh khuôn mặt khôi ngô thanh tú nên bà muốn cân nhắc ông lên làm trạng nguyên. Hiểu ý của thái hậu, vua muốn hai tân khoa phải làm một bài phú dâng tặng vua và hoàng thái hậu (mẹ của vua) để phân tài cao thấp. Vua ra đề cho 2 người phải làm một bài phú là Phụng thành xuân sắc để tả cảnh mùa xuân của Thăng Long (Phụng thành hay Phượng thành được dùng trong văn học Việt Nam để chỉ thành Thăng Long). Hứa Tam Tỉnh liền làm một bài phú bằng chữ Hán còn Giản Thanh thì lại làm bằng chữ  Nôm.
Trong bài có đoạn:
Chợ hòe đầm ấm, phố ngọc tần vần,
Trai lanh lẹ đá cầu vén áo;
Gái éo le rủ yếm dôi quần.
Khách Tràng An cưỡi ngựa xem hoa, rợp đường tử mạch;
Chàng công tử ngự xe trương tán, rạng mực thanh vân. 
Đến khi Hứa Tam Tỉnh đọc bài phú, vì là Hán văn nên Thái hậu không hiểu ý của bài phú. Đến lượt Nguyễn Giản Thanh đọc bài phú bằng chữ Nôm của mình thì Thái hậu tấm tắc khen hay. Vua vì muốn chiều lòng mẹ nên đánh giá bài phú của Nguyễn Giản Thanh cao hơn và trao danh hiệu trạng nguyên cho ông. Do đó dân gian có câu Trạng (làng) Me đè trạng (làng) Ngọt.
Sau khi đỗ đạt, ông được bổ nhiệm làm quan đến chức Hàn lâm viện Thị thư kiêm Đông các Đại học sĩ. Tuy nhiên, sử lại không chép về cuộc đời của ông trong giai đoạn khủng hoảng của Đại Việt từ thời Lê Uy Mục cho đến khi nhà Lê Sơ sụp đổ. Trong khi đó, Đàm Thận Huy, thầy của Giản Thanh vẫn làm quan cho nhà Lê đến hết đời vua Chiêu Tông rồi cùng vua tập hợp nghĩa binh chống lại Mạc Đăng Dung, sau tuẫn tiết mất khi nhà Lê đã mất hẳn về tay họ Mạc. 
Đến thời nhà nhà Mạc, Nguyễn Giản Thanh lại ra làm quan và được cử đi sứ sang nhà Minh để cầu phong cho Mạc Đăng Dung. Khi trở về, ông được thăng Thượng thư Bộ Lễ kiêm Hàn lâm viện Thị độc, Chưởng viện sự, tước Trung Phụ bá. Khi mất, ông được tặng tước hầu.